# انحراف ايجابي
الانحراف الإيجابي هو نهج للتغيير السلوكي والاجتماعي القائم على الملاحظة لان في أي مجتمع يوجد أِشخاص سلوكهم غير شائع ولكنه ناجح أو لديهم طرق تمكنهم من إيجاد حلول للمشكلة أفضل من غيرهم، على الرغم من مواجهة نفس التحديات و عدم توافر موارد أو معرفة إضافية عن غيرهم. هؤلاء الافراد هم من نلقبهم بالمنحرفين إيجابياً.
أول ظهور لهذا المفهوم كان في بحث غذائي في السبعينيات. لاحظ الباحثون أن على الرغم من  وجود فقر في مجتمع ما، إلا أن بعض الأسر الفقيرة لديها أطفال يحصلون على تغذية جيدة. ولهذا اقترح البعض باستخدام المعلومات المُجمعة من هذه المقالات لوضع برامج تغذية.